# 山ノ内ジャン
山ノ内 ジャン（1989年1月25日 - ）は、日本の男性モデル・タレント。埼玉県出身。

## 略歴
大学のときにいくつか内定をもらったがしっくりせず、就活時にリクルートスーツのサイズがなかったので、ジャンだけ海外のお洒落スーツで就活をして就活生に社会人と間違えられたことから、きっと会社に入っても居心地悪いのかなと感じ、そこからモデルを始めた。
2015年にミスター・ワールド2015グランプリ受賞。
所属はFOLIO management→JUNES PRODUCTION→arck production（現在）

## 人物
特技はダンス・マジック・歌を歌う事。趣味は作詞作り・ゲーム・人と合う・人間観察と5時に夢中の公式サイトには書いてあるが最近では"イマイチな歌唱力、脱力させるモノマネ、タネがバレバレの手品などで苦笑いを誘う"と紹介される。
渋谷で『縛り会』というイベントを主催していた。

## 出演

### バラエティー番組
- 5時に夢中!（TOKYOMX、金曜日・黒船特派員レギュラー、2015年2月20日、 2015年4月3日-2017年9月29日）-ジャンとして活動
- ものまねグランプリ(2016年9月27日、12月6日、2017年5月16日、日本テレビ)-ものまね嵐の(松本潤)[1]

### ドラマ
- 遺産争族（2015年11月5日 - テレビ朝日） - 羽村ジョニー 役[1]

### 雑誌
- ViVi （講談社）2016年7月号「脱げる肌&香りの育て方」[1]

### ネット配信
- 指原莉乃&ブラマヨの恋するサイテー男総選挙（2017年4月11日 - 、AbemaSPECIAL） - レギュラー

### 広告
- ハーレーダビッドソンジャパン
- アニヴェルセル大宮・カタログ
- 仙台アートグレイスウェイディング[1]

### その他
- 仮想カレシ　山ノ内ジャン act.1(FANTASTICA、2016年12月30日)[6]
- 仮想カレシ　山ノ内ジャン act.2(FANTASTICA、2017年02月10日)[6]
- 仮想カレシ　山ノ内ジャン act.3(FANTASTICA、2017年04月14日)[6]